# Petronas
Petronas, egentlig Petroliam Nasional Berhad, er et statsligt malaysisk gas- og olieselskab grundlagt i 1974.Petronas er i dag et internationalt olieselskab, med virksomheder i hele verdenen, fra udvinding til salg gennem benzinstationer. Hovedkontoret ligger i Petronas Towers i Kuala Lumpur.

## Eksterne links
- Petronas hjemmeside

- Wikimedia Commons har flere filer relateret til Petronas

| Firma | Spire Denne artikel om et firma eller en virksomhed er en spire som bør udbygges. Du er velkommen til at hjælpe Wikipedia ved at udvide den. |